# Bóbrka (powiat krośnieński)

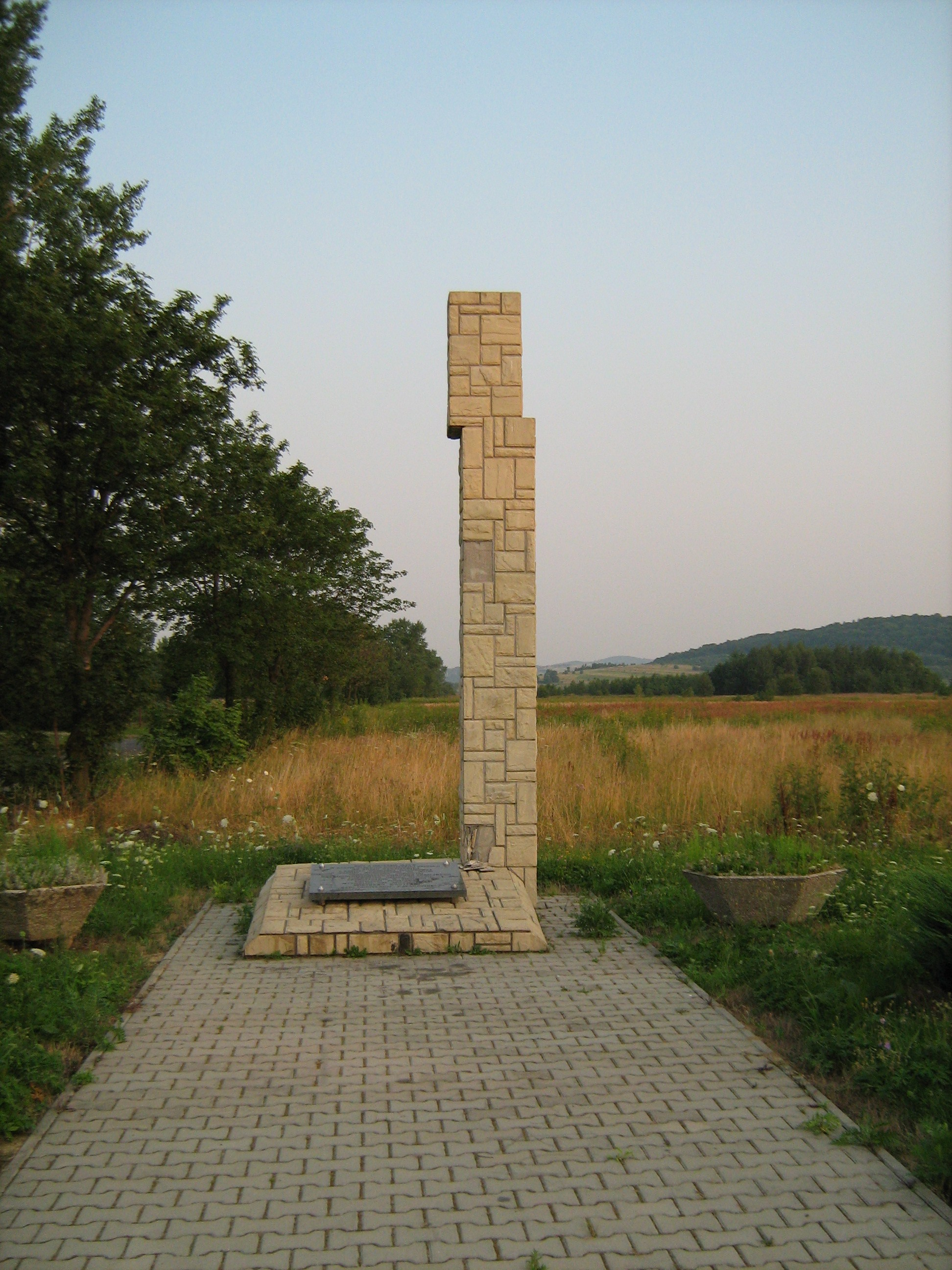
Pomnik upamiętniający walki w czasie operacji karpacko-dukielskiej 1944 r.

Bóbrka – wieś w Polsce położona w województwie podkarpackim, w powiecie krośnieńskim, w gminie Chorkówka.
Wieś duchowna Bobrek, własność opactwa cystersów koprzywnickich położona była w drugiej połowie XVI wieku w powiecie bieckim województwa krakowskiego.
W latach 1954–1961 wieś należała i była siedzibą władz gromady Bóbrka, po jej zniesieniu w gromadzie Chorkówka. W latach 1975–1998 miejscowość należała administracyjnie do województwa krośnieńskiego.
Wieś położona jest 15 km od Krosna w bardzo malowniczym terenie, gęsto otoczona lasem.
| SIMC    | Nazwa       | Rodzaj    |
| ------- | ----------- | --------- |
| 0346856 | Dół         | część wsi |
| 0346862 | Góra        | część wsi |
| 0346879 | Myszkowskie | część wsi |
| 0346885 | Na Wąwozach | część wsi |
| 0346891 | Pasze       | część wsi |
| 0346900 | Wygon       | część wsi |

## Historia
Założona na prawie magdeburskim w 1397 r. W 1419 r. ówczesny właściciel Mikołaj h. Bogoria – proboszcz z Niepołomic dokonał zapisu swych dóbr na rzecz klasztoru Cystersów z Koprzywnicy. Ostatecznie Bóbrka stała się własnością Cystersów po 1420 r., kiedy to została postawiona w zastaw i nie wykupiona.
W XVII wieku Zofia Skotnicka, żona Jana Skotnickiego podpisywała się jako pochodząca z Bóbrki, doceniając przez to wartość tej miejscowości. O istnieniu tzw. oleju skalnego w okolicach Bóbrki informował Jan Długosz (XV w.). W 1721 roku opisano poszukiwanie, a nawet metody wydobycia i przetworzenia oleju skalnego w Bóbrce.
W Bóbrce znajduje się też blisko stuletni kościół będący siedzibą parafii pod wezwaniem Najświętszego Serca Pana Jezusa. Parafia należy do dekanatu Dukla archidiecezji przemyskiej.

### Kopalnia Łukasiewicza i Trzecieskiego
W pobliskim lesie zbudowano pierwszą w świecie kopalnię oleju skalnego, jak wówczas tę substancję nazwano, czyli ropy naftowej. Prace poszukiwawcze rozpoczęto w 1854 roku, a w 1856 Karol Klobassa-Zrencki, Tytus Trzecieski i Ignacy Łukasiewicz zawiązali pierwszą na świecie spółkę naftową. Jako pierwszy destylacji ropy naftowej i otrzymanie z niej nafty dokonał Ignacy Łukasiewicz (w 1853 roku). Po śmierci dyrektora kopalni Adolfa Jabłońskiego w 1887 r. zarząd i kierownictwo kopalni Bóbrka objął powstaniec styczniowy – inż. Zenon Suszycki. Rozpowszechnił na kopalni Bóbrka kanadyjską metodę wiercenia. Jako jeden z pierwszych wdrożył metodę zamykania wód wgłębnych rurami hermetycznymi. Zbudował pierwszy rurociąg do stacji kolejowej w Krośnie, którym tłoczona była ropa z kopalni Bóbrka, Wietrzno i Równe.
W odległości 1 km, na terenie pierwszej kopalni oleju skalnego znajduje się skansen – Muzeum Przemysłu Naftowego i Gazowniczego im. Ignacego Łukasiewicza, wraz z najstarszą na świecie kopalnią Franek, czynną do dziś. Łukasiewicz był również fundatorem szkoły w Bóbrce – obecnie remontowanej jako prywatny dom, zgodnie z oryginalnym wyglądem. Muzeum Kopalni naftowej w Bóbrce, które powstało jako pierwsze na świecie, stara się o wpisanie na listę UNESCO.